# آویشای هنیک
آویشای هنیک (انگلیسی: Avishai Henik؛ زادهٔ ۱۹۴۵) دانشمند در زمینه روان‌شناسی اهل اسرائیل است.